# Åldersskillnader i sexuella relationer
Åldersskillnader i sexuella relationer är sexuella relationer där åldersskillnaden mellan parterna är betydande. Historiskt har den sociala acceptansen för sådana relationer varierat, liksom mellan olika kulturer och olika etiska system. Värderingar och debatt om detta fenomen handlar bland annat om att personer från olika generationer ofta har olika social och ekonomisk status, liksom om tolkningen av sexuellt samtycke.
Studier har visat att kvinnor, oavsett deras egen ålder, generellt är sexuellt intresserade av män i deras egen ålder eller män som är något äldre. Män tenderar däremot att vara intresserade av kvinnor mellan 20 och 30 år. Detta betyder att unga män ofta är intresserade av kvinnor som är äldre än de själva är och att äldre män ofta är intresserade av kvinnor som är yngre än de själva. Orsaken antas ibland vara evolutionär, det vill säga att intresset riktar sig mot kvinnor baserat på fertilitet och ett eventuellt barns optimala överlevnad. Sexuellt intresse för yngre människor kan delas upp efter ålder – pedofili (förpubertala barn), hebefili (barn i puberteten) och efebofili (äldre tonåringar). 
Äldre mäns intresse för yngre kvinnor omnämns ibland med det förklenande ordet "gubbsjuka".